# 日本大学三島高等学校・中学校
日本大学三島高等学校・中学校（にほんだいがくみしまこうとうがっこう・ちゅうがっこう）は、静岡県三島市にある日本大学付属の私立中学校・高等学校である。略称は「日大三島」（にちだいみしま）。日本大学国際関係学部、日本大学短期大学部が同敷地内にある。

## 概要
日本大学三島高等学校
2022年度より新コース制に移行し、Nsコース（総合進学コース）Acコース（アカデミックコース）Glコース（グローバル留学コース）Atコース（アスリートコース）の4つのコースに分かれる。基本は入学試験の時点でコースを選択して受験することとなるが、第2学年進級時に一部のコース間での変更が可能である。ただし、Acコースへの編入については特定の学業成績を満たす必要がある。2016年から生徒1人につき1台の環境でiPadを導入し、ICT活用能力の向上に加え、情報モラルや情報リテラシーを身につける教育活動を行なっている。
制服は男女ともにピンクグレー（実際は白に近いグレー）のブレザーであり、ネクタイ（男子：緑、女子：赤）、アーガイル柄のスラックス（男女）又はスカート（女）、セーター（白と黒があり女子は必須、男子は任意）、白色のシャツを着用する。ブレザーにつける校章のピンバッジの色（赤、青、黄の3年間持ち上がり）により学年を識別する。夏季は男子は薄水色のストライプ柄のシャツに青色のスラックス、女子は薄ピンクのストライプ柄のシャツにベストと赤色のリボン、ライトグレーのスカート又はスラックスを着用する。夏服は襟の部分にある刺繍の色により学年を識別する。2022年から新制服に変更された。
大学の付属高校という環境もあり、日本大学への内部進学生が多数を占めているが、他大学を目指すコースの設置（アカデミックコースは原則として医学部、法学部、歯学部、松戸歯学部、薬学部、生物資源科学部以外の内部進学は認められない）等により、日本大学以外の国公立・私立大学への進学者も増加している。4年制大学現役進学率は90%ほどとなっている。
日本大学三島中学校
高等学校と連携して中高一貫教育を行なっており、校舎は高等学校と同一で、施設も共用である。高等学校と同様に1人1台iPadが導入されている。高等学校に入学するための試験はなく、中学3年間を終了したのち高等学校のAcコース（アカデミックコース）に進み、国公立大学及び難関私立大学を目指す（なお、高等学校進学時、他のコースを選択することも可能）。高等学校と共通する部分が多い一方、中学校独自の行事も多数存在し、高等学校と合同で行う文化祭以外はほぼ独立している。中学3年生で実施される修学旅行は海外に行き、異文化への理解を深める。
制服は男女とも黒のブレザーであり、男子はネクタイ、女子はリボン、スラックス（男女）又はチェック柄のスカート（女）を着用する。夏服はYシャツのほかポロシャツスタイルもあり、活動や気候によって選択が可能である。1984年の春の選抜高校野球出場当時の制服は、男子は黒の金ボタン5個の詰襟学生服、女子はグレーのブレザーと白いブラウスにエンジまたはグリーンの棒ネクタイに紺のスカートだった。

## 教育理念・目標
- 教育方針「自由と規律」

「日本大学の目的および使命」に基づき、豊かな自然環境と恵まれた教育環境の中で、教育理念である「自主創造」の精神を育み、世界の進展に適応し、「自由と規律」を重んじ、世界の平和と人類の福祉に貢献する人間を育成することを教育の基本方針とする。
- 教育目標
  1. 自主協同の精神を養い、心身ともに健康な人間を育成する。
  2. 広く世界の文化を学び、文化的創造力溢れる人間を育成する。
  3. 豊かな教養を身に付け、真理と平和を愛する人間を育成する。

## 沿革
- 1957年（昭和32年） 日本大学三島高等学校設置認可
- 1958年（昭和33年） 日本大学三島高等学校創設
- 1959年（昭和34年） 普通科女子増設
- 1961年（昭和36年） 工業に関する学科（土木科・建築科・機械科・電気科）付設
- 1963年（昭和38年） 大講堂竣工
- 1964年（昭和39年） 公認50mプール竣工
- 1972年（昭和47年） 新体育館竣工
- 1978年（昭和53年） 創設20周年記念式典挙行
- 1980年（昭和55年） 工業に関する学科（土木科・建築科・機械科・電気科）募集を停止
- 1982年（昭和57年） 工業に関する学科（土木科・建築科・機械科・電気科）廃止
- 1988年（昭和63年） 普通科に特別進学クラスを設置
- 1989年（平成元年） 
  - 1月 日本大学三島高等学校校歌発表会挙行
  - 2月 創設30周年記念集会開催
  - 4月 普通科に文理クラス設置
  - 10月 日本大学創立100周年記念式典挙行
- 1990年（平成2年） 校舎14号館竣工
- 1994年（平成6年） 男女共学制実施
- 2001年（平成13年） 普通科に国際クラス設置
- 2002年（平成14年） 公認全天候型400mトラック陸上競技場 竣工
- 2003年（平成15年） 日本大学三島中学校開校
- 2004年（平成16年） 普通科の文理クラスを進学クラスへ統合
- 2009年（平成21年）
  - 8月 校舎A・B棟竣工
  - 10月 創設50周年記念式典挙行
- 2011年（平成23年）
  - 3月 校舎C棟竣工
  - 9月 部室棟及び渡り廊下竣工
- 2014年（平成26年）グラウンドを人工芝に改修
- 2016年（平成28年）桜アリーナ（総合体育館）竣工
- 2018年（平成30年）創設60周年記念イベントギネス世界記録達成
- 2022年（令和4年） 新制服の導入・4コース（総合進学コース・アカデミックコース・グローバル留学コース・アスリートコース）設置

## アクセス
三島駅から徒歩15分

## 部活動
- 陸上競技部、水泳部、野球部、柔道部、剣道部、卓球部、山岳部、サッカー部、バスケットボール部、テニス部、バレーボール部、ソフトボール部、ゴルフ部、ラクロス同好会、英語部、生物部、物理・数学部、地理・歴史部、天文部、吹奏楽部、合唱部、演劇部、写真部、文芸部、美術部、箏曲部、華道部、茶道部、書道部、家庭部、囲碁・将棋部、軽音楽部、ダンス部、応援部、新聞部、放送部、インターアクト同好会
- 野球部は2022年春（第94回）に東海地区代表として1984年春（第56回）以来38年ぶり2回目の出場、夏に全国高等学校野球選手権静岡大会で優勝し、第104回全国高等学校野球選手権大会に静岡県代表として1989年（第71回）以来33年ぶり2回目の出場、初となる甲子園春夏連続での出場を果たした。

## 学校行事
毎年6月に大規模な文化祭（桜陵祭）が開催されるほか、各学期ごと多くの行事が実施されている。

## 主な出身者

### スポーツ
- 室伏重信（陸上）
- 岩崎恭子（水泳）
- 髙桑健（水泳）
- 久保田一（野球）
- 三枝規悦（野球）
- 小澤怜史  (野球)
- 杉田健（野球）
- 山本昌邦（サッカー）
- 新村泰彦（サッカー）
- 野澤洋輔（サッカー）
- 山田堅太（ビーチサッカー）
- 大石真翔（プロレス）
- 佐野篤希（ボクシング）

### 芸能
- 柴田恭兵
- 船越英一郎
- 韓英恵
- 勝俣州和
- 北川えり
- 轟二郎
- 谷体調
- 森川之雄
- 堀内賢雄
- 吉田暁央
- 渡辺和洋
- 島田晴香
- 高田直美
- 林田美学
- 一ツ山里紗

### その他
- 佐藤三武朗（日本大学国際関係学部長・教授）